# Нижилинский наслег
Нижилинский наслег (якут. Нидьили нэһилиэк) — сельское поселение в Кобяйском улусе Якутии, Российская Федерация.
Административный центр — село Чагда.

## История
Статус и границы сельского поселения установлены Законом Республики Саха (Якутия) от 30 ноября 2004 года N 173-З N 353-III «Об установлении границ и о наделении статусом городского и сельского поселений муниципальных образований Республики Саха (Якутия)».

## Население
| 2002 | 2010 | 2011 | 2012 | 2013 | 2014 | 2015 |
| ---- | ---- | ---- | ---- | ---- | ---- | ---- |
| 497  | ↗542 | ↘540 | ↘538 | ↘534 | ↘532 | ↘526 |
| 2016 | 2017 | 2018 | 2019 | 2020 | 2021 |      |
| ↘525 | ↘521 | ↗524 | ↗531 | ↘525 | ↗527 |      |

## Состав сельского поселения
| № | Населённый пункт | Тип населённого пункта       | Население |
| - | ---------------- | ---------------------------- | --------- |
| 1 | Чагда            | село, административный центр | ↗527      |